# Acrophasmus gauldi
Acrophasmus gauldi är en stekelart som beskrevs av Marsh 2002. Acrophasmus gauldi ingår i släktet Acrophasmus och familjen bracksteklar. Inga underarter finns listade i Catalogue of Life.